# Neophema elegans
El periquito elegante (Neophema elegans) es una especie de ave psittaciforme de la familia Psittaculidae endémica de Australia.

## Taxonomía
El periquito elegante fue descrito científicamente por el ornitólogo y pintor John Gould en 1837, su nombre científico es la palabra latina que significa también elegante. Es una de las seis especies del género Neophema, y se encuadra en el subgénero Neonanodes.

## Descripción

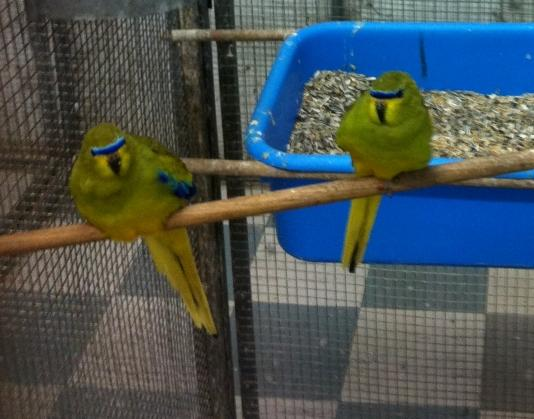
Su lista frontal va de un ojo hasta el otro.

El periquito elegante mide 23 cm de largo y es predominantemente de color verde amarillento, mientras que lorum y vientre som amarillos y sus plumas de vuelo azul oscuro. Además presenta una lista frontal de color azul oscuro enmarcada por otra de azul clara encima. Las plumas de su cola son verdes y azules en la parte superior y amarillas en la parte inferior. Su pico y patas son grises, y sus ojos son de color pardo oscuro. Los juveniles son de tonos más apagados y carecen de la lista frontal azul. Las hembras son de un tono verde más apagado y tienen una lista frontal más estrecha.

## Distribución y hábitat
El periquito elegante se encuentra en dos regiones disjuntas, una en el suroeste de Australia desde Moora por el norte hasta Merredin y Esperance por el este, y la otra en el sur, incluida la isla Canguro) desde Marree hasta el suroeste de Victoria.

## Reproducción
La época de cría se produce en cualquier momento desde julio hasta noviembre o tras las lluvias. Cría una nidada aunque ocasionalmente cría dos dependiendo de las precipitaciones caídas. Anida en cavidades en los árboles a alturas por encima de los 15 metros, generalmente eucaliptos junto a los cursos de agua o bosques de eucaliptos de corteza fibrosa. Sus puestas suelen tener de cuatro a seis huevos blancos redondeados que miden de 21 x 18 mm.